# Эстасьон-Тусантан
Эстасьон-Тусантан (исп. Estación Tuzantán) — станционный посёлок в муниципалитете Тусантан, штат Чьяпас, Мексика. Численность населения, по данным переписи 2020 года, составила 1225 человек.

## Общие сведения
Название Tuzantán с языка науатль можно перевести как — место гоферов.
Поселение было основано в 1907 году как железнодорожная станция при строительстве панамериканской железной дороги, в 5 км к северо-востоку от посёлка Тусантан.